# Saturday (singel Basshuntera)
„Saturday” (w jęz. pol. „Sobota”) – czternasty singel szwedzkiego muzyka Basshuntera, który zaśpiewał z Emmą Wharton wydany 5 lipca 2010 roku.
Singel był notowany przez 14 tygodni w Nowej Zelandii osiągnął czternastą pozycję, pokrył się złota płytą i sprzedał w ponad 7500 egzemplarzach.

## Produkcja
14 lipca 2010 roku Basshunter ogłosił, że „Saturday” będzie pierwszym singlem na jego czwartym studyjnym albumie. Singel został napisany przez Ericka Morillo, Marka Quashie'a, Cutfathera, Thomasa Troelsena oraz Engelinę a wyprodukowany przez Basshuntera, Cutfather, Thomasa Troelsena, głosu do singla udzieliła Emma Wharton. Melodia utworu przypomina tę z utworu Reel 2 Real – „I Like to Move It”.

## Lista utworów
- Singel promocyjny – CD singel (26 lipca 2010)[4]

1. „Saturday” – 3:01

- CD maxi singel, singel promocyjny (19 lipca 2010)[2]

1. „Saturday” (Radio Edit) – 3:03
2. „Saturday” (Digital Dog Edit) – 3:14
3. „Saturday” (Almighty Edit) – 3:39
4. „Saturday” (Extended Mix) – 5:22
5. „Saturday” (Digital Dog Remix) – 6:05
6. „Saturday” (Almighty Remix) – 6:59
7. „Saturday” (Mark Breeze Remix) – 5:50
8. „Saturday” (Payami Remix) – 4:43

- CD singel, singel promocyjny (2010)[5]

1. „Saturday” (Radio Edit) – 3:04
2. „Saturday” (Digital Dog Edit) – 3:15
3. „Saturday” (Almighty Edit) – 3:39
4. „Saturday” (Extended Mix) – 5:23
5. „Saturday” (Digital Dog Remix) – 6:06
6. „Saturday” (Almighty Remix) – 7:00
7. „Saturday” (Payami Remix) – 5:51
8. „Saturday” (Mark Breeze Remix) – 4:43

- CDr, singel promocyjny (25 sierpnia 2010)[6]

1. „Saturday” (Almighty Radio Edit) – 3:38
2. „Saturday” (Almighty Club Mix) – 6:59
3. „Saturday” (Almighty Dub) – 6:57
4. „Saturday” (Almighty Instrumental) – 6:55

## Wydanie
| Kraj              | Data wydania  | Nr Katalogowy | Format                      | Wytwórnia    |
| ----------------- | ------------- | ------------- | --------------------------- | ------------ |
| Wielka Brytania   | 18 lipca 2010 | brak          | Digital download            | Dance Nation |
| Wielka Brytania   | 19 lipca 2010 | DANCEN09CDS   | CD singel, CD maxi singel   | Dance Nation |
| Irlandia          | 19 lipca 2010 | DANCEN09CDS   | CD singel, CD maxi singel   | Dance Nation |
| Stany Zjednoczone | 27 lipca 2010 | –             | CD singel, digital download | Dance Nation |

## Teledysk
Teledysk do utworu został nakręcony w Los Angeles. Został wyreżyserowany przez Aleksa Herrona oraz sfilmowany przez Ketila Dietrichsona, choreografem był Mihran Kirakosian. Teledysk został opublikowany 8 czerwca 2010 roku.

## Odbiór
| BBC         | [ 12 ] |
| Digital Spy | [ 13 ] |

### Pozycje na listach przebojów
| Kraj/Region     | Lista (2010)    | Najwyższa pozycja | Certyfikat | Sprzedaż |
| --------------- | --------------- | ----------------- | ---------- | -------- |
| Nowa Zelandia   | Top 40 Singles  | 14                | złoto      | 7 500    |
| Wielka Brytania | Singles Top 100 | 21                | –          | –        |
| Irlandia        | Top 50 Singles  | 37                | –          | –        |

### Nominacje
| Rok  | Nagroda         | Kategoria        |
| ---- | --------------- | ---------------- |
| 2011 | Scandipop Award | Best Male Single |

## Występy na żywo
Basshunter wykonał utwór „Saturday” na żywo w dniu 3 lipca 2010 roku w Big Brother's Little Brother oraz 4 lipca 2010 roku w ramach Channel 4 na "T4 on the Beach 2010". Basshunter pod koniec lipca 2010 roku wykonał utwór na żywo podczas imprezy Radio Aire's Party In The Park 2010.
18 sierpnia 2010 roku o godzinie 8:50 część utworu „Saturday” oraz teledysk do niego został wyemitowany w programie kulturalnym Qadrans qltury na kanale TVP Warszawa w Polsce.

## Skład
Produkcja
- Basshunter: produkcja, wokal
- Emma Wharton: produkcja (wokalna)
- Cutfather, Thomas Troelsen: produkcja
- Wez Clarke: miksowanie, produkcja (dodatkowo)
- Robert Uhlmann: produkcja (wokalna)
- Engelina, Erick Morillo, Mark Quashie, Cutfather, Thomas Troelsen: pisanie